# Эмбаррэс (приток Маклауда)
Эмбаррэс (англ. Embarras River) — небольшая река в западно-центральной части канадской провинции Альберта. Приток реки Маклауд. Река, вероятно, получила свое название от французского слова embarras, обозначающего «препятствие», потому что русло реки часто забивается плавняком.

## Описание

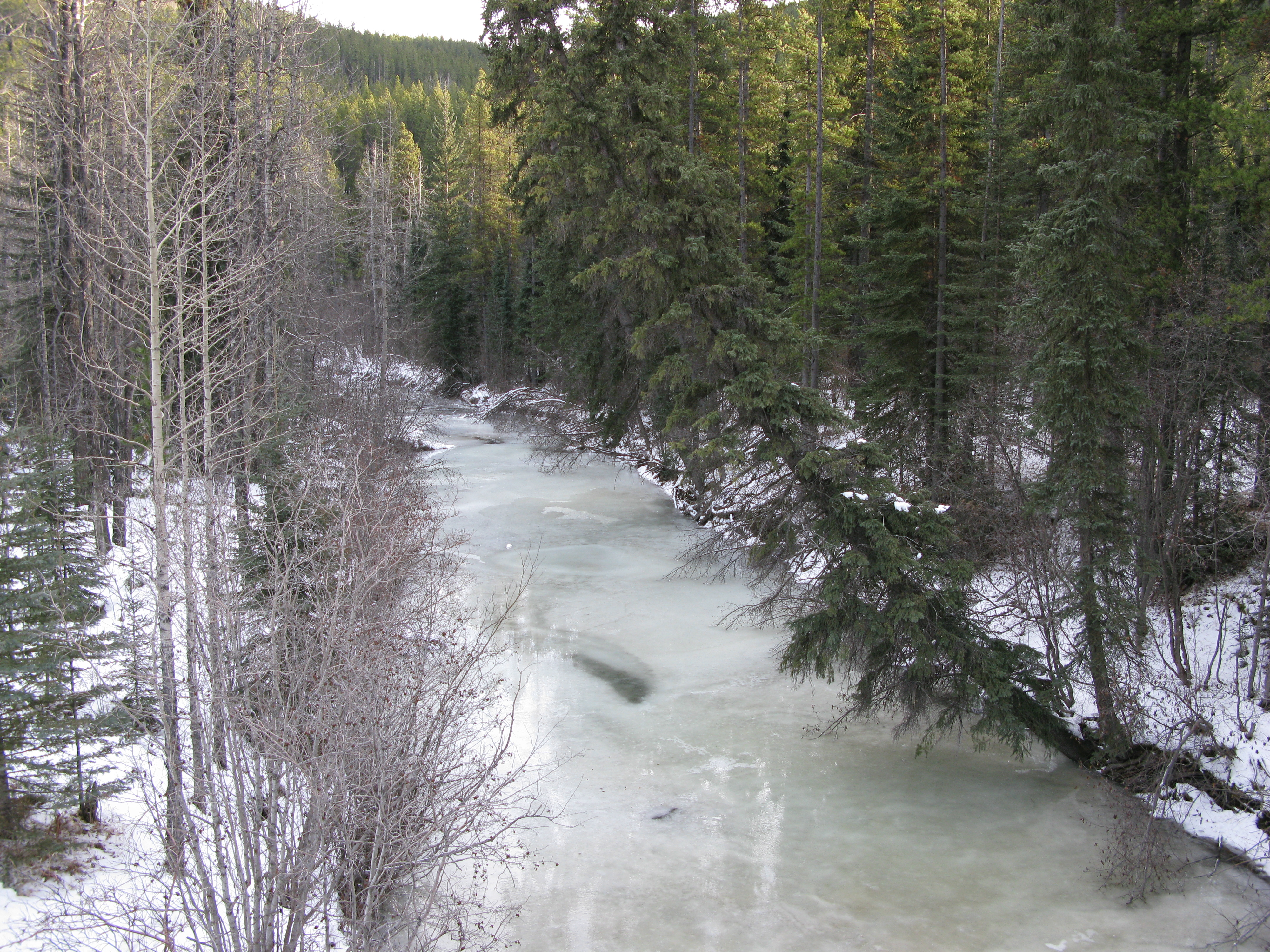
Эмбаррэс у шоссе Альберты 47

Эмбаррэс протекает на северо-северо-восток через предгорья Канадских Скалистых гор к востоку от национального парка Джаспер, в неё впадает река Эрит. Эмбаррэс впадает в реку Маклауд, приток Атабаски. Основные притоки реки — ручьи Дамми-Крик, Прест-Крик, Нейл-Крик, Митчелл-Крик и Берил-Крик.